# Wola Krzysztoporska
Wola Krzysztoporska è un comune rurale polacco del distretto di Piotrków, nel voivodato di Łódź.
Ricopre una superficie di 170,41 km² e nel 2004 contava 11 535 abitanti.